# Glypta verecunda
Glypta verecunda là một loài tò vò trong họ Ichneumonidae.